# Zuger Kirsch

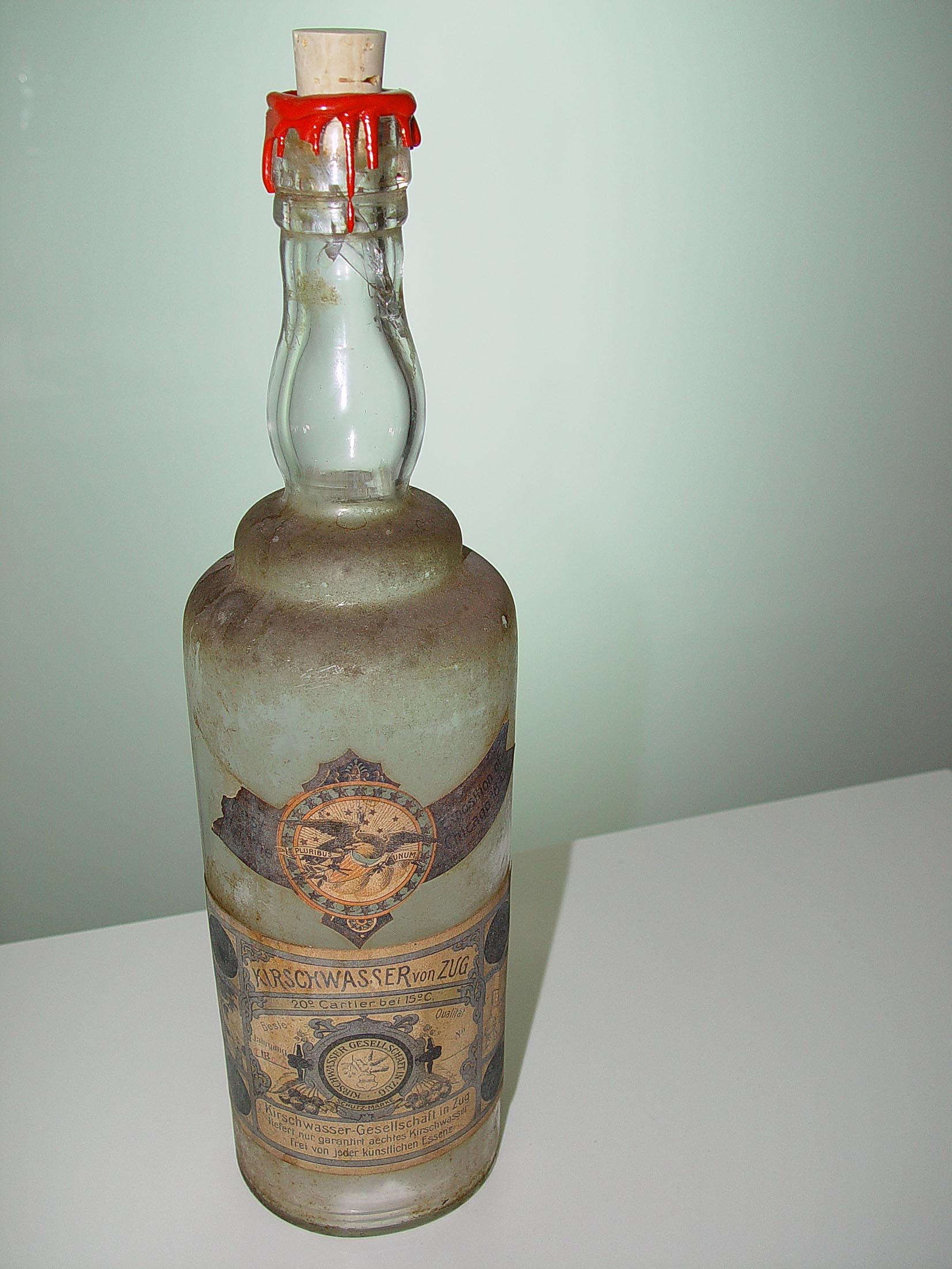
Älteste erhaltene Kirschflasche der 1870 gegründeten «Kirschwasser-Gesellschaft in Zug»

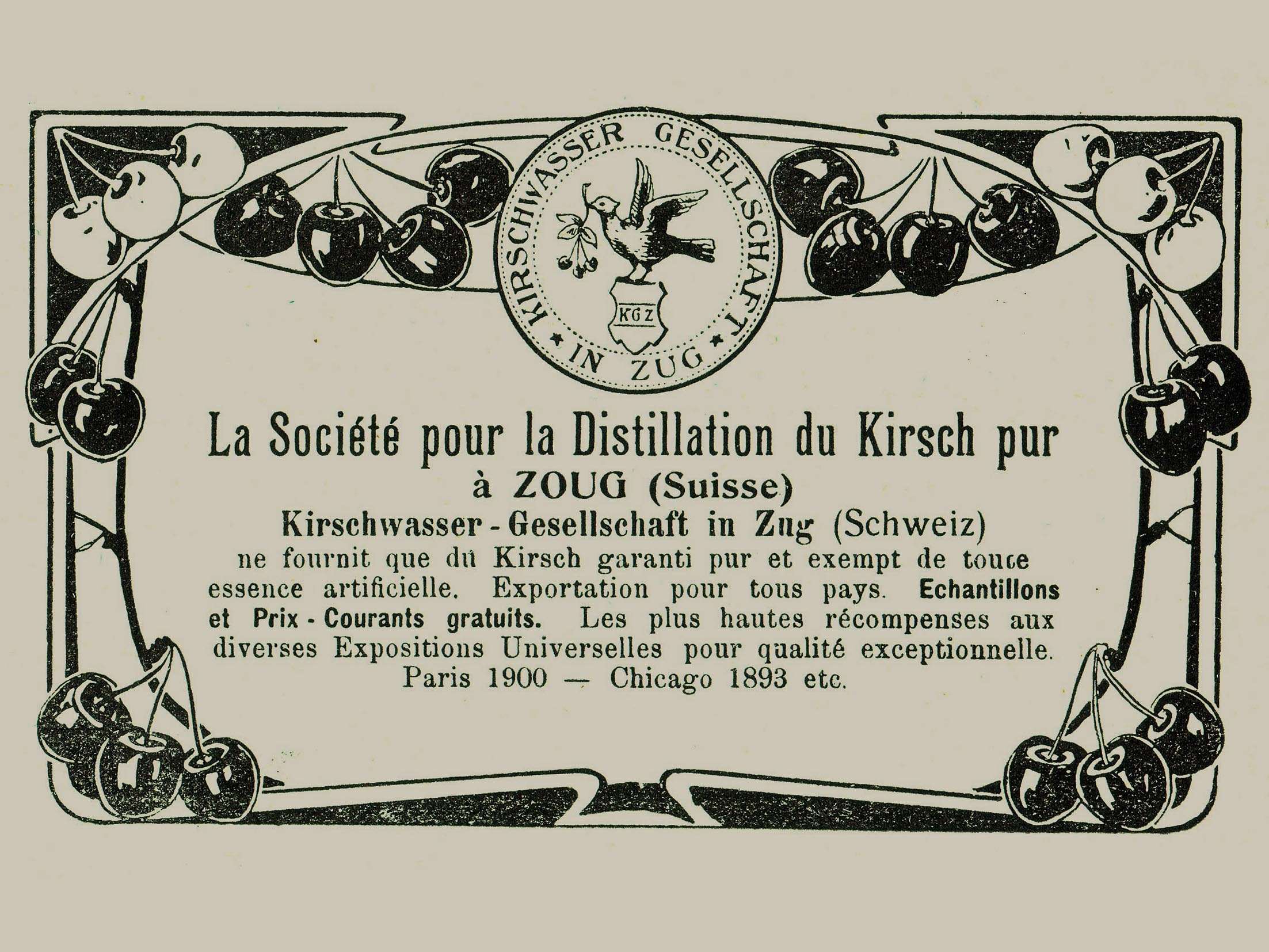
Inserat der «Kirschwasser-Gesellschaft in Zug», die 1870 zwecks Steigerung des Kirschexports und der Kirschqualität gegründet wurde

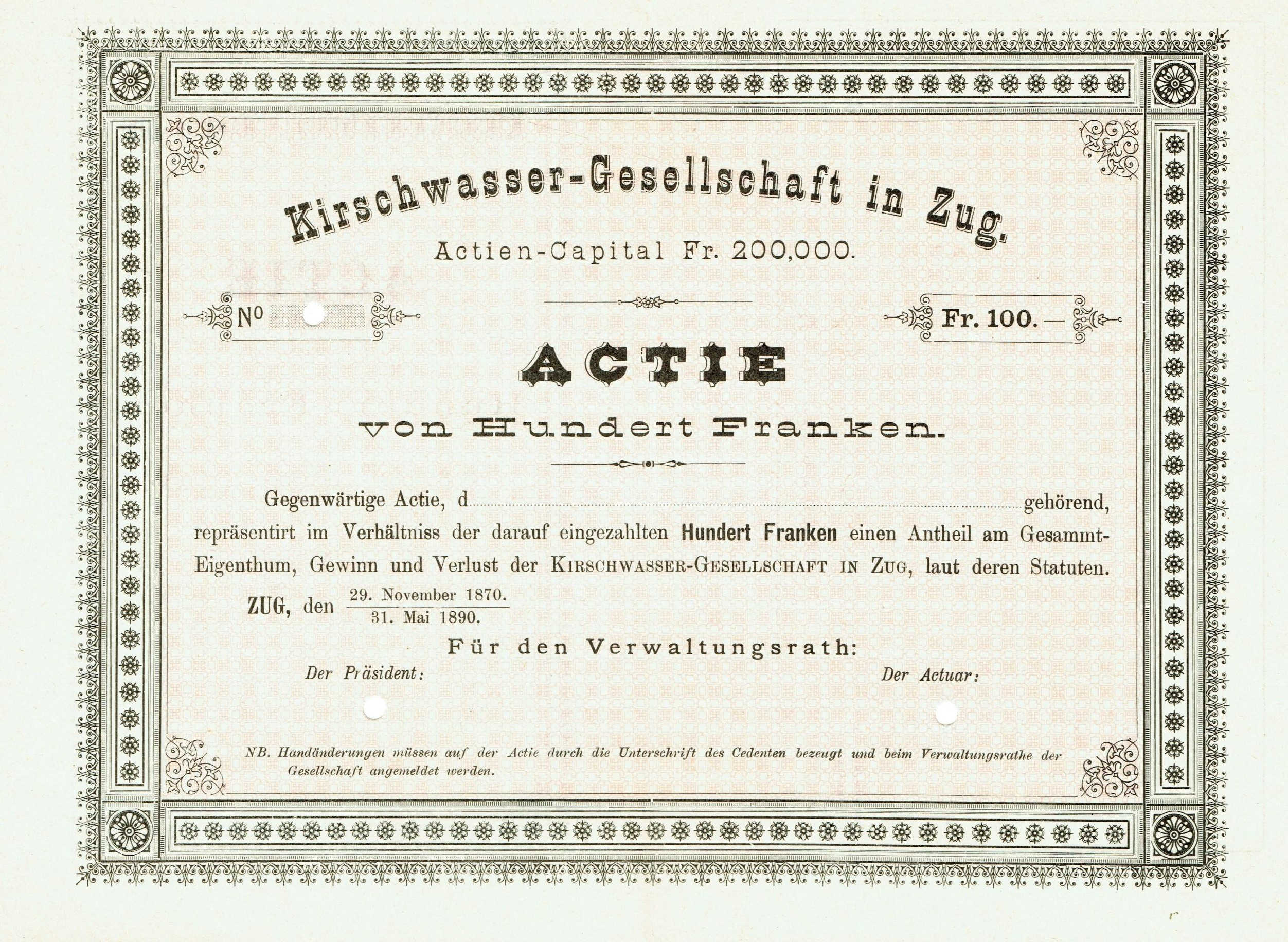
Aktienblankette der Kirschwasser-Gesellschaft in Zug vom 31. Mai 1890

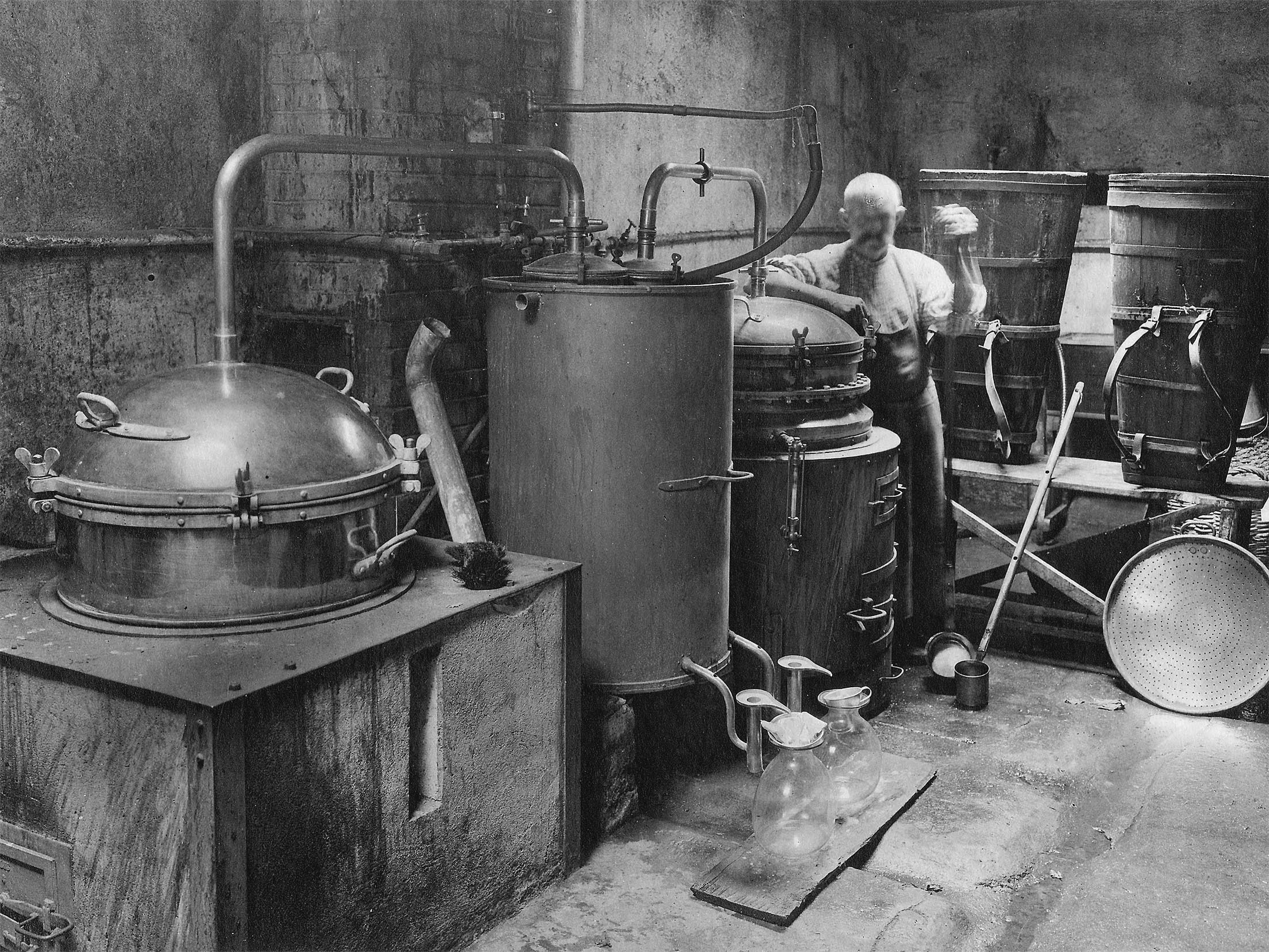
Blick in eine gewerbliche Kirsch-Brennerei mitten in der Stadt Zug, nach 1918

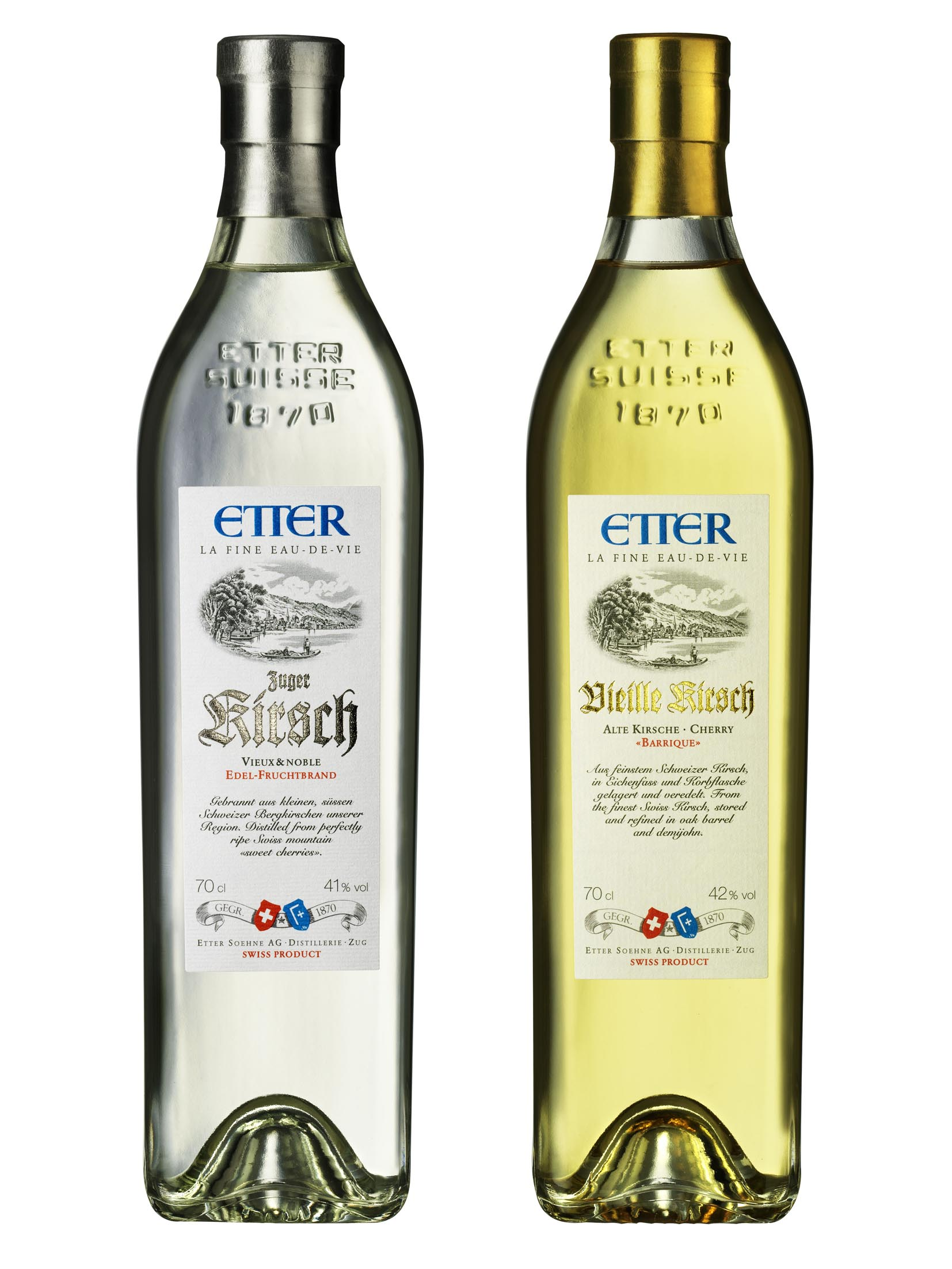
Zuger Kirsch und Vieille Kirsch der Etter Soehne Distillerie AG, 2013

Der Zuger Kirsch ist ein Kirschwasser, das in der Schweizer Region Zug gebrannt wird und durch die Herkunftsbezeichnung AOP (Appellation d’Origine Protégée) geschützt ist.

## Geschützte Ursprungsbezeichnung
Seit 2013 ist die Marke «Zuger Kirsch» durch die Eintragung in das Register der Ursprungsbezeichnungen (AOP) geschützt. Die Kirschen müssen dabei in der Region geerntet und destilliert werden. Das Gebiet umfasst den ganzen Kanton Zug, die neun Schwyzer Gemeinden Arth, Küssnacht, Steinen, Steinerberg, Sattel, Lauerz, Schwyz, Gersau und Ingenbohl sowie die sieben Luzerner Gemeinden Weggis, Meggen, Vitznau, Greppen, Meierskappel, Adligenswil und Udligenswil.

## Geschichte
Die erste urkundliche Erwähnung des Kirschbrennens in der Stadt Zug stammt aus dem Jahr 1626, wobei es sich eigentlich um ein Verbot des Brennens von «Kriesywasser» handelte.
Der Zuger Kirsch genoss bereits im 18. Jahrhundert über die Landesgrenzen hinaus eine Bekanntheit. Im Jahr 1870 schlossen sich auf Initiative des kantonalen landwirtschaftlichen Vereins von Zug die Chriesibauern (Kirschbauern) und Kirschbrenner zusammen und gründeten die Kirschwasser-Gesellschaft in Zug, um die Qualität des Kirschs zu verbessern und Fälschungen zu vermeiden. Die mit internationalen Auszeichnungen und Goldmedaillen prämierte Vereinigung unterhielt um 1900 eigene Depots und Agenturen in Europa und in Übersee. In der Folge etablierten sich die zahlreichen Haus- und Gewerbebrennereien rund um den Zugersee und die Nachfrage nach Kirsch wuchs weiter an. 1798 wurde die Brennerei Bosshard in der Zuger Altstadt gegründet. Der Zuger Kirsch ist heute weit bekannt und bildet das Kernprodukt der 600-jährigen Zuger Kirschenkultur.
Zuger Söldner in französischen Diensten hatten den Kirsch in die feine Pariser Gesellschaft eingeführt. Für seine blühenden Kirschbäume war die Region rund um den Zugersee berühmt, viele Walchwiler Bauern unterhielten eigene Baumschulen und belieferten die gesamte Innerschweiz mit jungen Obstbäumen. Im Zuge der Industrialisierung und des zunehmenden Imports von billigen Obstbranntweinen aus ganz Europa geriet das Zuger Kirschwasser unter Druck.
Im Jahr 1872 errichtete die Kirschwasser-Gesellschaft an der Chamerstrasse 6 im Stadtzuger Neustadtquartier ein repräsentatives Gebäude mit einer Lagerkapazität von 500 Tonnen Brennkirschen und betrieb dort eigene, dampfbetriebene Destillationsapparate, die von Carl Georg Siemens in Stuttgart hergestellt wurden. Zum unabhängigen Kontrollexperten wurde der Zuger Kantonsschullehrer und renommierte Aargauer Chemieprofessor Friedrich Christoph Mühlberg bestimmt.
Nicht zuletzt durch die verbesserten Strassen- und Schiffsverbindungen sowie die 1864 eröffnete neue Eisenbahnverbindung von Zürich nach Luzern mit dem gleichzeitig gebauten Zuger Kopfbahnhof an der Kreuzung Alpenstrasse/Bundesstrasse erlangte das Kirschwasser aus dem Kanton Zug weltweite Verbreitung. Zur Kundschaft gehörten ab 1875 auch die Rigi-Touristen, die bei der neuen Zuger Schifflände am Alpenquai in unmittelbarer Nachbarschaft das Kursschiff nach Arth bestiegen. An internationalen Ausstellungen in London, Wien und Weinfelden 1873, Philadelphia 1876, Paris 1878 und 1900, Zürich 1883, Chicago 1893, Genf 1896 und Brüssel 1897 gewann der Zuger Kirsch Auszeichnungen, an der Schweizerischen Landesausstellung in Bern errang die Gesellschaft 1914 die Goldmedaille. Die Bekanntheit und der gute Ruf des Zuger Kirschwassers konnten innert eines halben Jahrzehnts markant gesteigert werden. Der Illustrirte Führer Zug schwärmte 1885: «Das zugerische Kirschwasser ist nicht nur an allen europäischen Höfen geschätzt, sondern geht auch in die fernsten Welttheile und darf nirgends fehlen, wo der duftende Mokka in chinesischen Schalen aufgetischt wird. So begegnen sich in der zierlichen Tasse des Ostens die Wohlgerüche Arabiens und der feurige Geist der Zugerbergkirschen. Gedörrtes Obst und feines Tafelobst geht in die näher liegenden Länder.»
Die Dampfbrennerei von Joseph Schmidt gewann Diplome 1875 in Santiago de Chile und 1879 in Paris und warb im 1901 mit «24 Verdienst-Medaillen in Gold, Silber, Bronze» an und erwähnte «17 Diplome von verschiedenen Ausstellungen im In- und Auslande».
Heinrich Höhn, der an der Alpenstrasse 7 in Zug 1915 die Zuger Kirschtorte erfand, wurde bei seiner Erfindung durch die Verfügbarkeit von Kirschwassern aus der Region Zug inspiriert.
Zwischen 1911 und 1918 befand sich die Brennerei und das Depot der Kirschwasser-Gesellschaft an der Aegeristrasse 40 in Zug und der Hauptsitz wurde nach Oberägeri verlegt. 1919 wurde das alte Domizil der Kirschwasser-Gesellschaft an der Chamerstrasse 6 / Bundesstrasse 15 in Zug samt Umschwung an die Protestantische Kirchgemeinde verkauft, die es in der Folge als Pfarrhaus und Mädchen-Oberschule nutzte. 1932 wurden die Aktivitäten der Kirschwasser-Gesellschaft eingestellt. In diesem Jahr existierten im Kanton Zug 577 Brennereien, davon 42 Grossbrennereien. Zahlreiche Haus- und Gewerbebrennereien hatten sich Anfang des 20. Jahrhunderts im Kanton Zug etabliert, das Geschäft florierte, die Nachfrage nach Zuger Kirsch wuchs bis in die 1950er Jahre weiter an. Im Jahr 1951 wurden im Kanton Zug 44'500 Hochstamm-Kirschbäume gezählt, 2001 waren es noch 16’500 Chriesibäume.
2010 wurde der ehemalige Sitz der Kirschwasser-Gesellschaft abgerissen und an seiner Stelle 2012 das Reformierte Kirchenzentrum des Kantons Zug errichtet. Das an der Chamerstrasse 6 angebrachte Steinwappen mit Kirschzweigen erinnert als historisches Überbleibsel an die goldene Zeit des Zuger Kirsch. Das Nachfolge-Unternehmen der Kirschwasser-Gesellschaft existiert heute unter dem Namen KIWAG und ist bei der Destillerie Etter Söhne AG in Zug domiziliert.
Der Zuger Kirsch ist in über 20 Ländern erhältlich und erlebt seit einiger Zeit eine kulinarische Renaissance.

## Verbrauch
Einige gewerbliche Destillerien und zahlreiche bäuerliche Brennereien stellen in der Region Zug heute pro Jahr rund 50'000 Liter Zuger Kirsch her. Alleine für die Zuger Kirschtorten werden jährlich schätzungsweise 15'000 Liter benötigt. Als Besonderheit werden die hochprozentigen Fruchtbrände in Korbflaschen auf den Dachböden von Bauernhäusern gelagert, wo sich der saisonale Temperaturunterschied günstig auf die Reifung auswirkt. So entstehen typische Geschmacksnuancen wie Süsse, Nuss, Marzipan und Würze. Zuger Brenner produzieren sortenreinen Kirsch oder Assemblagen aus verschiedenen Brennkirschensorten mit unterschiedlichen Jahrgängen.